# Cangas del Narcea (kommun)
Cangas del Narcea är en kommun i Spanien. Den ligger i den autonoma regionen Asturien i nordvästra delen av landet, 400 km nordväst om huvudstaden Madrid. Antalet invånare är 11 421 (2024).